# Przerażenie
Przerażenie (ang. Panic) – amerykański thriller z 2000 roku.

## Główne role
- William H. Macy – Alex
- John Ritter – dr Josh Parks
- Neve Campbell – Sarah Cassidy
- Donald Sutherland – Michael
- Tracey Ullman – Martha
- Barbara Bain – Deidre
- David Dorfman – Sammy
- Tina Lifford – dr Leavitt
- Bix Barnaba – Louie
- Nicholle Tom – Tracy
- Thomas Curtis – Alex, lat 7
- Andrea Baker – Candice
- Steve Moreno – Sean
- Erica Ortega – Rachel
- Greg Pitts – Alex, lat 20
- Stewart J. Zully – Eddie
- Miguel Sandoval – detektyw Larson

## Fabuła
Alex jest w trakcie kryzysu wieku średniego. Nie układa mu się z żoną, jest pod wpływem apodyktycznego ojca. Decyduje się iść do psychoanalityka. Na korytarzu poznaje 23-letnią Sarę, pacjentkę doktora, z którą nawiązuje romans. Ale nie powiedział jeszcze lekarzowi swojej największej tajemnicy: Alex jest płatnym zabójcą, pracującym dla swojego ojca. Właśnie chce zerwać z profesją, ale dostaje kolejne zlecenie: ma zabić dr Parksa – swojego psychoterapeutę.

## Nagrody i nominacje
Nagrody Saturn 2001
- Najlepsze wydanie DVD (nominacja)